# Kebomas (plaats)
Kebomas is een bestuurslaag in het regentschap Gresik van de provincie Oost-Java, Indonesië. Kebomas telt 6953 inwoners (volkstelling 2010).